# 氯甲基甲硫醚
氯甲基甲硫醚是一种有机硫化合物，化学式为ClCH
2SCH
3。它可由二甲基亚砜和苯甲酰氯或乙酰氯反应制得。它和苯硫酚在二异丙基乙胺存在下回流反应，可以得到苯硫基二甲硫醚。它和三乙胺反应，可以得到三乙基(甲硫基甲基)氯化铵。